# فوهة كين

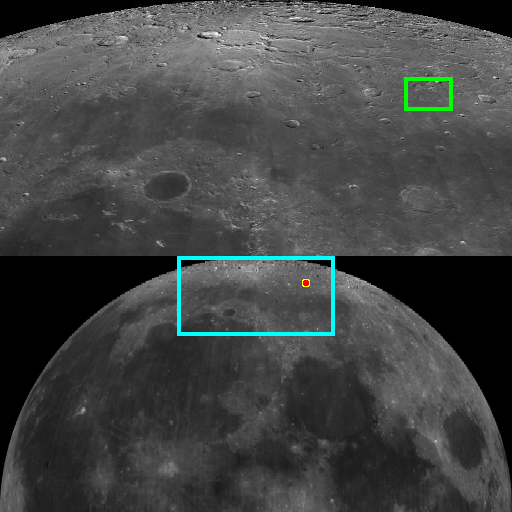
فوهة كين
(63.1°N 26.1°E)

فوهة كين (63.1°N 26.1°E) هي فوهة صدمية على سطح القمر تم إغراقها بحمم فوهة ماري فريجوريس في الجنوب، تقع شمال شرق حافة فوهة ماري. تقع الفوهة بين فوهتي ماير سي في الغرب وفوهة ديموقريطوس في الشرق. يحدها من الشمال الشرقي فوهة موينو. 

## الوصف

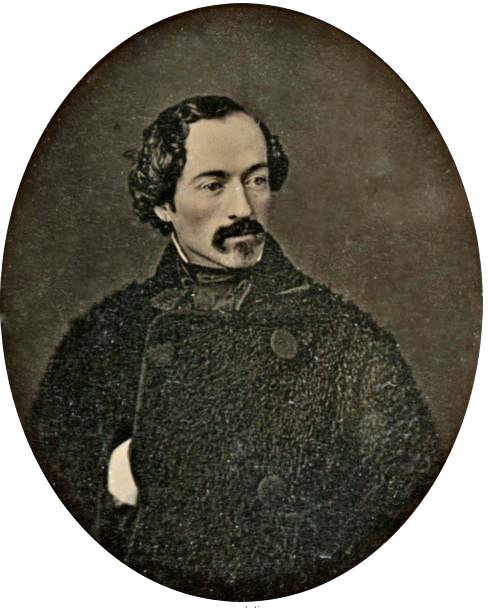
إليشا كينت كين

سطح هذه الفوهة مغطى بالحمم البركانية. يبلغ قطر الفوهة 55 كيلومتر ،عمقها 3.3 كيلومتر وعلى زاوية 335° من شروق الشمس.
تم تسمية الفوهة على اسم المستكشف الأمريكي ومكتشف القطب الشمالي إليشا كينت كين (1820-1857).

## فوهات القمر الصناعي
لرسم خريطة مماثلة لفوهات القمر يتم وضح حروف على كل جانب من جوانب الفوهة ومركزها لكل حرف منهم دلاله معينة.
| فوهة كين | خط طول  | خط عرض  | القطر      |
| -------- | ------- | ------- | ---------- |
| A        | 61.2° N | 27.0° E | 5 كيلومتر  |
| F        | 59.6° N | 23.1° E | 7 كيلومتر  |
| G        | 59.2° N | 25.3° E | 10 كيلومتر |

## وصلات خارجية
- فوهات القمر